# 린지 (가수)
린지(Linzy, 본명: 임민지, 1989년 10월 22일 ~ )는 대한민국의 가수이자 뮤지컬 배우로, 과거 피에스타의 메인보컬이었다. 

## 출연 작품

### 드라마
- 2014년 《멘탈사수》 - 린지 역
- 2018년 《체크 메이트》 - 희연 역

### 영화
- 《마차 타고 고래고래》 (2017년) - 제인 역

### 뮤지컬
- 《하이스쿨 뮤지컬》 (2013년) - 샤페이 역
- 《페스트》 (2016년) - 타루 역
- 《오!캐롤》 (2017년) - 마지 역
- 《광화문연가》 (2017년) - 젊은수아 역
- 《삼총사》 (2018년) - 콘스탄스 역
- 《광화문연가》 (2018년) - 젊은수아 역
- 《영웅》 (2019년) - 설희 역
- 《메피스토》 (2019년) - 마르게타 역